# Alexandre Mychlaïevski
Alexandre Zakharievitch Mychlaïevski (Александр Захарьевич Мышлаевский), né le 12/24 mars 1856 à Zlatopol, dans le gouvernement de Kiev, et mort en 1920, est un général d'infanterie et historien militaire russe. 

## Biographie
Mychlaïevski est de religion orthodoxe et le fils d'un conseiller d'État. Il poursuit ses études au lycée classique de Jitomir. Il termine l'École d'artillerie Michel (1877) et devient enseigne en mai de la même année à la 15e brigade d'artillerie ; plus tard, il étudie à l'Académie Nicolas de l'état-major général dont il sort en 1884 dans la première catégorie et nommé capitaine le 25 mars 1884, lieutenant-colonel en 1888, colonel en 1892. Il est professeur de l'Académie Nicolas (1898-1905) et ne même temps de 1899 à 1904 directeur des archives de l'état-major général.
En 1908-1909, il est chef de la direction principale de l'état-major général de l'armée impériale russe. De mars à septembre 1909, il est commandant du 2e corps d'armée du Caucase et à partir de 1913 adjoint militaire de la vice-royauté du Caucase. Il est nommé général d'infanterie en 1912.
Après l'entrée en guerre de la Turquie dans la Première Guerre mondiale, il est nommé commandant-en-chef adjoint de l'Armée du Caucase. Pendant la bataille de Sarikamis en décembre 1914, il donne l'ordre de battre en retraite après avoir mal évalué la situation. Il quitte donc son armée et part pour Tiflis.
Mychlaïevski présente à Tiflis un rapport sur la menace d'une invasion turque au Caucase, désorganisant ainsi l'arrière de l'armée. En janvier 1915, il est démis de son commandement et le 31 mars de la même année, mis à la retraite avec pension. Quelques mois plus tard, il est  nommé président du Comité de l'industrie métallurgique. En août 1916, il est commissaire-en-chef à l'approvisionnement en métal. 
Après la révolution de février 1917 et l'instauration de la république, il reprend du service en mars-juin 1917, devenant commandant des forces armées du district militaire de Kazan. Ensuite, il est mis à disposition du ministère de la Guerre. On perd sa trace en 1920 pendant la guerre civile russe.

### Historien militaire
Il est l'auteur d'ouvrages d'histoire sur la Guerre du Nord, sur la campagne de Chine de 1900-1901 et de plusieurs articles d'histoire militaires dans diverses revues. C'est un des organisateurs de la Société impériale russe d'histoire militaire.
Mychlaïevski n'est pas le prototype du héros du roman de Boulgakov, La Garde blanche, mais plutôt Nikolaï Singaïevski

## Décorations
- Ordre de Sainte-Anne de 3e classe (1886);
- Ordre de Saint-Stanislas de 2e classe (1890);
- Ordre de Sainte-Anne de 2e classe (1896);
- Ordre de Saint-Vladimir de 4e classe (1899);
- Ordre de Saint-Vladimir de 3e classe (1903);
- Ordre de Saint-Stanislas de 1re classe (1904);
- Ordre de Sainte-Anne de 1re classe (1908);
- Ordre de Saint-Vladimir de 2e classe. (6 décembre 1911);
- Ordre de l'Aigle blanc (6 décembre 1915);
- Ordre de Saint-Alexandre-Nevski (6 décembre 1916).

## Œuvres
En russe, liste non exhaustive :
- La Guerre du Nord dans les théâtres d'Ingrie et de Finlande en 1708-1714 (documents des archives d'État), Saint-Pétersbourg, 1894
- Pierre le Grand. La guerre en Finlande en 1712-1714, Saint-Pétersbourg, 1896
- La Guerre contre la Turquie de 1711, Saint-Pétersbourg, 1898
- La Question des officiers au XVIIe siècle, Saint-Pétersbourg, 1899
- Deux catastrophes. Souvorov en Suisse. Pierre sur le Prut, Saint-Pétersbourg, 1901
- La Guerre du Nord en 1708. De l'Oulla et de la Bérézina jusqu'au Dniepr, Saint-Pétersbourg, 1901
- Actions militaires en Chine 1900—1901, 1re partie, saint-Pétersbourg, 1905.